# Движение на демократичните сили в Чад
Движението на демократичните сили в Чад (на френски: Rassemblement des forces démocratiques au Tchad) е чадска политическа партия. На последните законни избори на 21 април 2002 партията печели 1 от 155 места според информация на интерпарламентарния съюз.